# Yoshiaki Yatsu
Yoshiaki Yatsu (谷津嘉章, Yatsu Yoshiaki) (né le 19 septembre 1956 à Ōra) est un lutteur, un catcheur et un pratiquant d'arts martiaux mixtes japonais.
Il est l'un des meilleurs lutteurs du Japon au lycée puis durant ses études à l'université Nihon. Cela lui permet de participer aux Jeux olympiques d'été de 1976 en lutte libre dans la catégorie des poids lourd léger. Il ne participe pas aux Jeux olympiques d'été de 1980 à cause du boycott du Japon.
Il décide alors de devenir catcheur et il entre au dojo de la New Japan Pro Wrestling en 1980. Il y resete jusqu'en 1984 où il rejoint la All Japan Pro Wrestling (AJPW). Il s'y rend célèbre en faisant équipe avec Jumbo Tsuruta avec qui il unifie le championnat national par équipes de la National Wrestling Alliance et le championnat du monde par équipes de la Pacific Wrestling Federation pour devenir les premiers champions du monde par équipes de l'AJPW. Ensemble, ils remportent à cinq reprises ce titre avant le départ de Yatsu pour la Super World of Sports (SWS). À la SWS, il fait équipe avec Haku avec qui il remporte à deux reprises le championnat par équipes de la SWS. Cependant, des tensions en coulisses entre lui et Genichiro Tenryu vont pousser Yatsu à partir. 
Yatsu fonde alors sa propre fédération de catch, la Social Professional Wrestling Federation, qu'il va diriger jusqu'à sa fermeture en 2010. Par la suite, ses apparitions sur un ring de catch deviennent de plus en plus sporadique. 
En 2019, on lui ampute sa jambe gauche mais cela ne l'empêche pas de continuer de faire quelques combats de catch par an. En parallèle à sa carrière de catcheur, il fait du lobbying pour que la lutte handisport devienne une discipline aux Jeux paralympiques. 

## Jeunesse et carrière de lutteur
Yoshiaki Yatsu commence à faire de la lutte au lycée. Il se révèle très bon puisqu'il remporte le championnat inter-lycée de lutte libre dans la catégorie des moins de 75 kg (165 lb) en 1973. Après le lycée, il poursuit ses études à l'université Nihon où il continue de faire de la lutte. En 1975, il participe au championnat du monde Junior de lutte libre et il se classe 6e dans la catégorie des moins de 90 kg (198 lb). Un an plus tard, il participe aux Jeux olympiques d'été à Montréal où il perd ses quatre combats et fini non classé dans sa catégorie.
Il continue de faire de la lutte avec comme objectif d'obtenir une médaille aux Jeux olympiques d'été de 1980 dans la catégorie des super-lourd. Il remporte la médaille d'or lors des Jeux asiatiques de 1978 dans la catégorie des plus de 100 kg (220 lb). Un an plus tard, il devient champion d'Asie chez les moins de 100 kg (220 lb). Ses rêves de médaille olympique sont brisé par le boycott du Japon aux Jeux olympiques de Moscou.
En 1986, il met sa carrière de catcheur entre parenthèses afin de se qualifier pour les Jeux olympiques d'été de 1988 dans la catégorie des super-lourd (plus de 130 kg (286 lb)). Il devient champion du Japon cette année. Alors qu'il se prépare pour les championnats d'Asie, le Comité international olympique l'informe qu'il ne peut plus participer aux Jeux olympiques car il est professionnel.

## Carrière de catcheur

### Débuts à laNew Japan Pro Wrestling(1980-1984)
À la suite du boycott des Jeux olympiques d'été de Moscou, Yatsu part s'entraîner pour devenir catcheur au dojo de la New Japan Pro Wrestling. Il fait ses débuts aux États-Unis à la World Wrestling Federation la même année. Il lutte alors sous le nom de Great Yatsu et il y reste pendant un an.
En 1982, il s'allie avec Riki Chōshū en rejoignant son clan Ishin Gundan. En 1984, il quitte la New Japan Pro Wrestling avec les autres membres de Ishin Gundan.

### Japan-Pro WrestlingetAll Japan Pro Wrestling(1984-1990)
En 1984, Yatsu rejoint la Japan-Pro Wrestling qui vient d'être fondé par Riki Chōshū. Il va y travailler jusqu'à la fermeture de cette fédération en 1987. Dans le même temps, il apparait à la All Japan Pro Wrestling.

## Carrière de pratiquant d'arts martiaux mixtes
Au début des années 2000, Yoshiaki Yatsu s'essaie aux arts martiaux mixtes au sein de la Pride FC. Il fait ses débuts le 31 octobre 2000 à PRIDE 11 où Gary Goodridge le met K.O. après plusieurs coups de poing. Au cours de ce combat, Yatsu est ovationné par le public car il a encaissé de nombreux coups et il a tenté de soumettre Goodridge. Cela permet à Yatsu d'obtenir un match revanche le 24 septembre 2001 à PRIDE 16 où l'entraîneur de Yatsu jette la serviette pour signifier l'abandon de son combattant,.

## Palmarès

### En arts martiaux mixtes
| 2 combats      | 0 victoires | 2 défaites |
| Par KO         | 0           | 2          |
| Par soumission | 0           | 0          |
| Sur décision   | 0           | 0          |

| Résultat | Record | Adversaire     | Méthode                                  | Événement                           | Date              | Round | Temps | Lieu         | Notes |
| -------- | ------ | -------------- | ---------------------------------------- | ----------------------------------- | ----------------- | ----- | ----- | ------------ | ----- |
| Défaite  | 0-2    | Gary Goodridge | K.O. technique (abandon du coin adverse) | Pride 16 - Beasts From The East     | 24 septembre 2001 | 1     | 3:05  | Osaka, Japon |       |
| Défaite  | 0-1    | Gary Goodridge | K.O. technique (coups de poing)          | Pride 11 - Battle of the Rising Sun | 31 octobre 2000   | 1     | 8:58  | Osaka, Japon |       |

### En catch
- All Japan Pro Wrestling
  - 2 fois champion national par équipes de la National Wrestling Alliance avec Riki Chōshū puis avec Jumbo Tsuruta[15]
  - 1 fois champion du monde par équipes de la Pacific Wrestling Federation avec Jumbo Tsuruta[16]
  - 5 fois  champions du monde par équipes avec Jumbo Tsuruta[17]
  - Tournoi Real World Tag League 1987 avec Jumbo Tsuruta[18]
- Dramatic Dream Team
  - 1 fois champion par équipes de quatre KO-D avec Akito, Hiroshi Yamato et Keigo Nakamura[19]
- IWA Kakuto-Shijuku
  - 1 fois champion du monde par équipes de l'IWA avec Goro Tsurumi[20]
- Super World of Sports (SWS)
  - 2 fois champion par équipes de la SWS avec Haku[21]
- World Class Championship Wrestling (en)
  - 1 fois champion Télévision de la World Class[22]